# جون إف. مانينغ
جون إف. مانينغ (بالإنجليزية: John F. Manning)‏ هو محامي أمريكي، ولد في 1961.